# Peripherie
Der Ausdruck Peripherie ist ein im 17. Jahrhundert über lateinisch peripheria von altgriechisch περιφέρια periphéria ‚Kreisumfang‘ (zu περιφέρειν ‚herumtragen‘) entlehntes Wort, das auch im allgemeinen Sprachgebrauch einen randständigen Bereich im Gegensatz zu einem Zentrum bezeichnet. Neben dem geometrischen Begriff findet es damit in abgeleiteter Bedeutung beziehungsweise übertragenem Sinn in unterschiedlichen Gebieten Verwendung.

## Mathematik
Wörterbücher Deutscher Sprache führen für das Stichwort Peripherie bei der Bedeutungsangabe meistens zuerst den mathematischen Begriff für den Umfang des Kreises an als Kreislinie oder als „äußersten Rand einer krummlinig begrenzten Fläche“.

## Geographie
In der Geographie wird der Ausdruck Peripherie verwendet, um einen Gegensatz zu einem Zentrum zu beschreiben. Der Begriff kann lokal, also innerhalb einer Stadt, regional, innerhalb eines Landes, eines Kontinents oder global bezüglich der gesamten Erde gebraucht werden. Häufig wird er verwendet, um räumliche Disparitäten aufzuzeigen oder zu erklären.

## Medizin
In der Human- und Tiermedizin meint Peripherie bei Säugetieren hinsichtlich des Gesamtkörpers die Extremitäten im Gegensatz zum Körperstamm als dem Körperzentrum, und bezüglich der Extremitäten eher die Unterarme und Unterschenkel als die Oberarme und Oberschenkel mit der anatomischen Bedeutung von peripher als ‚außen hin‘ oder ‚randwärts‘.

## Politikwissenschaft
In den marxistisch geprägten Strömungen der Politikwissenschaft ist Peripherie ein Begriff für die einem Machtzentrum umliegenden Gesellschaften, die von ihm abhängig sind und zunehmend ausgebeutet werden (vgl. Imperialismus). Mithilfe des Modells von Peripherie und Zentrum analysieren die Dependenztheorien die Unterentwicklung des globalen Südens, welche als Produkt einer, von den Zentren ausgehenden, kapitalistischen Wirtschaftsordnung gesehen wird. In der Weltsystem-Theorie wurde dieser Gedanke zu einem Welterklärungsansatz weiterentwickelt. Außerdem wird eine weitere Ausdifferenzierung vorgenommen, indem das Modell um die Semiperipherien erweitert wird. Beispiel: Lateinamerika als „Peripherie“ der „Metropole“ Vereinigte Staaten.

## Soziologie
In den historisch-soziologischen Studien Immanuel Wallersteins erscheint die Peripherie als Gegenstück zur Hegemonie. Darauf aufbauend verwendet Christian Giordano den Begriff in Zusammenhang mit den sechs historischen Regionen Europas. Er bezeichnet damit einerseits einen Großraum in Nordeuropa, der sich von Island über Westirland, Schottland und die Mitte der skandinavischen Halbinsel bis nach Nordwest-Finnland erstreckt. Andererseits nennt er jedoch auch Enklaven wie die Pyrenäen, verarmte Regionen in den Alpen oder im französischen Zentralmassiv peripher. Bei diesen Kulturarealen handelt es sich überall um abgelegene, marginale und dünn besiedelte Großräume, in denen häufig Subsistenzwirtschaft betrieben wurde und jegliche kulturellen Entwicklungen stark verzögert ankamen.
In der soziologischen Systemtheorie Niklas Luhmanns ist die Unterscheidung Zentrum/Peripherie grundlegend für das Verständnis einiger Subsysteme der Gesellschaft. So bildeten im Rechtssystem die verbindlich entscheidenden Gerichte das Zentrum, während alle anderen Teilnehmer am juristischen Diskurs nur unverbindlich entscheiden könnten und daher Peripherie seien.

## Computertechnik
In der Informatik wird der (aus dem Englischen entlehnte) Ausdruck Peripherie verwendet, wenn von Peripheriegeräten die Rede ist, das sind z. B. alle Geräte, die an die Zentraleinheit angeschlossen sind/werden. Diese Geräte bedürfen der Steuerung durch die Zentraleinheit und gegebenenfalls einer vorherigen Initialisierung. Dies sind zum Beispiel Drucker, Scanner, Tastatur und Maus, aber auch interne Geräte wie Anschlüsse, Laufwerke und Erweiterungskarten.
Daneben werden mit Peripherie auch Peripheriebausteine oder Peripheriefunktionen bezeichnet – Teile eines Computers, die Funktionalität bieten, die nicht vom Prozessorkern selbst zur Verfügung gestellt werden, sondern von zusätzlicher Hardware (auf weiteren integrierten Schaltkreisen oder mit dem Prozessor auf demselben Chip). Beispiele sind Schnittstellen-Bausteine, Zeitgeber oder Watchdog.

## Physiologie
Peripher und Peripherie haben in der Physiologie mikroskopisch und makroskopisch unterschiedliche anatomische Bedeutungen. Im Kleinen werden als „randständig“ liegend, „unmittelbar anhaftend“ oder „peripher“ in der Zellbiologie z. B. periphere Membranproteine direkt auf bzw. unterhalb der Plasmamembran bezeichnet, die weder integral eingebunden noch transmebran durchreichend sind. Das Bezugssystem kann jedoch auch größer gefasst werden. So werden in der makroskopischen Anatomie jene Teile, die weiter weg vom Körperzentrum oder vom Zentrum eines Organsystems liegen, als peripher bezeichnet, beispielsweise die Gliedmaßen oder herzferne Blutgefäße. Das periphere Nervensystem umfasst – in Gegenüberstellung zum Zentralnervensystem – alle Teile des Nervensystems außerhalb von Gehirn und Rückenmark.

## Philosophie
Die Zentralität der Handlungserfahrung: Es wird zwischen zwei Handlungsperspektiven unterschieden, zum einen gibt es die Berichtsperspektive (bezieht sich auf er/sie/es bzw. 3. Person bzw. Beobachter), zum anderen die Vollzugsperspektive (ich bzw. 1. Person bzw. Teilnehmer). Eine Person in der Vollzugsperspektive befindet sich immer „im Zentrum der eigenen Peripherie“ und kann dieses Zentrum nicht verlassen. Jedoch muss nicht jede Aussage, die von einem „ich“ handelt, vollzugsperspektivisch sein.
Zum Beispiel: a verspricht b, dass q. a = ich. Man kann also auch über sich selbst berichten.

## Veranstaltungstechnik
In der Veranstaltungstechnik bezeichnet man als Peripherie die Geräte, die um das Mischpult (als die zentrale Regeleinheit) herum angeordnet sind. Diese Peripheriegeräte sind z. B. Equalizer, Compressor-Limiter, Halleffekte und Scratching-Tables.